# Yuderqui Contreras
Yuderqui Maridalia Contreras (ur. 27 marca 1986) – dominikańska sztangistka, dwukrotna medalistka mistrzostw świata.
Podczas igrzysk olimpijskich 2008, startując w kategorii do 53 kg, zajęła 5. miejsce (z wynikiem 204 kg w dwuboju).